# Georges Vallerey (1902-1956)
Pour les articles homonymes, voir Georges Vallerey et Vallerey.
Georges Vallerey est un nageur français né le 1er novembre 1902 à Lorient et mort le 11 juin 1956 à Casablanca.

## Biographie
Il est membre de l'équipe de France aux Jeux olympiques d'été de 1924, prenant part aux séries du 200 mètres brasse. La même année, il gagne la Traversée de Paris à la nage de la S.N.E.N., après avoir été troisième en 1923. Il gagne les premières éditions de la traversée de Caen à la nage en 1923, 1924, 1925.
Il est champion de France du 200 mètres brasse en 1927.
De 1922 à 1929, il se classe à quatre reprises (dont deux fois deuxième) parmi les accessits de la Coupe de Noël, course annuelle traversant la Seine au pont Alexandre III de Paris.
En club, il a été licencié à l'Amiens AC, au CN Rabat (dont il est le fondateur) et à la Libellule de Paris.
Il est le père des nageurs Georges, Jehan et Gisèle Vallerey.